# Лазнюк, Роман Григорьевич
Роман Григорьевич Лазнюк (1 октября 1904 года, село Мотыжин, ныне — Макаровский район, Киевская область — 18 апреля 1982 года, там же) — советский военнослужащий, участник Великой Отечественной войны, полный кавалер ордена Славы, разведчик-наблюдатель миномётной батареи 312-го стрелкового Новгородского Краснознамённого полка (26-я стрелковая Сталинская Краснознамённая ордена Суворова 2-й степени дивизия, 90-й стрелковый корпус, 43-я армия, 3-й Белорусский фронт).

## Биография
Роман Григорьевич Лазнюк родился 1 октября 1904 года в селе Мотыжин Киевского уезда Киевской губернии, ныне Макаровского района Киевской области, Украина.
В 1918 году окончил шесть классов школы в родном селе. После обучения в школе занимался сельским хозяйством, после чего уехал на Урал. Работал на строительстве Нижнетагильского литейного завода плотником.
В ноябре 1942 года был призван Нижнетагильским военкоматом в Красную армию.
С декабря 1942 года — участник Великой Отечественной войны.
В феврале 1943 года был ранен. После лечения в госпитале с 1943 года и до самой Победы воевал на Северо-Западном, 1-м и 2-м Прибалтийском, 3-м Белорусском фронтах.
В феврале 1944 года в ходе Ленинградско-Новгородской наступательной операции отличился в боях при прорыве рубежей вражеской обороны. Его расчёт подавил 5 огневых точек противника, взорвал 4 блиндажа с находившимися в них гитлеровцами и истребил до 20 солдат и офицеров вермахта. В ходе этой операции участвовал в боях по освобождению городов Холм и Новоржев. За эти бои был награждён своей первой наградой — медалью «За отвагу».
В ходе наступательных операций фронта южнее Пскова старший сержант Роман Лазнюк в бою 26 марта 1944 года на реке Великая личным наблюдением с переднего края выявил 5 пулемётных точек, 1 миномётную батарею, 2 НП противника. Умело корректировал огонь своей батареи, и в результате все эти цели были уничтожены. Был ранен в этом бою, но не покинул поле боя и продолжал сражаться.
29 мая 1944 года за образцовое выполнение боевых заданий командования на фронте борьбы с немецкими захватчиками и проявленные при этом доблесть и мужество старший сержант Лазнюк Роман Григорьевич был награждён орденом Славы 3-й степени.
В августе 1944 года в ходе Мадонской фронтовой наступательной операции командир миномётного расчёта 312-го стрелкового полка старший сержант Роман Лазнюк вновь проявил мужество и героизм. В одном из боёв у деревни Чачи (Латвия) большая группа фашистов пыталась окружить и захватить наблюдательный пункт командира батареи. Роман Лазнюк, отражая внезапную атаку, сначала гранатами, а затем в рукопашной схватке уничтожил 5 вражеских солдат, захватил ручной пулемёт и из него в упор расстрелял еще 3-х гитлеровцев, а остальные немецкие солдаты бежали.
17 сентября 1944 года за образцовое выполнение заданий командования на фронте борьбы с немецко-фашистскими захватчиками и проявленные при этом доблесть и мужество старший сержант Лазнюк Роман Григорьевич был награждён орденом Славы 2-й степени.
Указом Президиума Верховного Совета СССР от 29 июня 1945 года за образцовое выполнение боевых заданий командования на фронте борьбы с немецкими захватчиками и проявленные при этом доблесть и мужество старшина Лазнюк Роман Григорьевич был награждён орденом Славы 1-й степени.
В июле 1945 года старшина Лазнюк Роман Григорьевич демобилизовался. Жил в родном селе Мотыжин, работал заведующим фермой.
18 апреля 1982 года Роман Григорьевич умер, похоронен в родном селе Мотыжин.

## Награды
- Орден Славы 1-й степени (29 июня 1945 — № 1099)
- Орден Славы 2-й степени (17 сентября 1944 — № 3331)
- Орден Славы 3-й степени (29 мая 1944 — № 60751)
- 2 медали «За отвагу» (1944, 1945)

и ряд других медалей